# Колоколов, Николай Георгиевич
Николай Георгиевич (Егорович) Колоколов (1828, Владимир — 1917, Петроград) — военный юрист, действительный тайный советник, один из руководителей работы по изданию Свода военных постановлений 1869 года, управляющий Кодификационным отделом при Военном совете Российской империи.

## Биография
Колоколов происходил из духовного звания (позже на службе получил потомственное дворянство) и родился в семье священника в городе Владимир в 1828 году. По окончании Владимирской духовной семинарии и Московской духовной академии со степенью кандидата богословия (1852 год) он 7 ноября 1852 года поступил на службу в Санкт-Петербургское губернское правление помощником столоначальника, вскоре стал исправляющим должность столоначальника и 9 февраля 1855 года был утверждён в чине коллежского секретаря.
В конце того же года переведён в Инспекторский департамент Военного министерства, где служил помощником столоначальника (с 30 ноября 1855 года), столоначальником (с 17 октября 1857 года) и секретарём (с 30 декабря 1861 года); 31 марта 1858 года получил чин коллежского асессора. 30 декабря 1862 года коллежский советник Колоколов был назначен правителем канцелярии Главного штаба и оставался в этой должности свыше 22 лет (в 1876 году переименован в управляющего канцелярией). За эти годы он назначался членом различных комиссий военного ведомства, в том числе комиссии для расследования действий полевого интендантства действующей армии в ходе Русско-турецкой войны 1877—1878 годов, неоднократно повышался в чинах (статский советник с 12 марта 1867 года, действительный статский советник с 20 апреля 1869 года, тайный советник с 26 декабря 1878 года), в 1874 и 1876 годах получил Монаршее благоволение.
3 февраля 1885 года Колоколов был назначен членом Главного военно-кодификационного комитета. В связи с упразднением этого комитета и образованием Кодификационного отдела при Военном совете он был 1 января 1888 года зачислен по Военному министерству с прикомандированием к Кодификационному отделу, а 13 марта того же года назначен помощником управляющего этим отделом генерала от артиллерии О. П. Резвого. Оставаясь в этой должности свыше 12 лет, Колоколов принимал участие во всех производимых Кодификационным отделом работах по изданию многотомного Свода военных постановлений 1869 года, и сверх того в 1898 году являлся председателем Комиссии для пересмотра действующего положения о военно-окружном управлении.
После ухода с должности генерала М. А. Домонтовича (сменившего в 1897 году О. П. Резвого на посту управляющего отделом) Колоколов был назначен (20 августа 1900 года) управляющим Кодификационным отделом, став таким образом главным руководителем издания Свода военных постановлений 1869 года (по должности ему были присвоены права начальника Главного управления Военного министерства). 1 января 1901 года произведён в действительные тайные советники (со старшинством с 6 декабря 1900 года).
Колоколов руководил Кодификационным отделом почти 8 лет. В 1901 году ему была объявлена Высочайшая благодарность «за отличное исполнение особого поручения», по случаю исполнившегося в 1902 году 50-летия службы он получил орден Святого Александра Невского, а три года спустя — бриллиантовые знаки этого ордена. 17 мая 1908 года в возрасте 80 лет действительный тайный советник Колоколов был уволен от службы с мундиром и пенсией.
Последние годы жизни Колоколов провёл в Санкт-Петербурге, проживая вместе с супругой Елизаветой Александровной на Петроградской стороне по адресу: Малый проспект, 56. 7 января 1917 года он скончался в Петрограде на 89-м году жизни.

## Награды
Колоколов был награждён знаком отличия за 40 лет беспорочной службы (1893 год) и многими орденами, в их числе:
- Орден Святого Станислава) 2-й степени с Императорской короной (17 апреля 1863 года)
- Орден Святого Владимира 4-й степени (6 февраля 1864 года)
- Орден Святой Анны 2-й степени с Императорской короной (28 марта 1871 года)
- Орден Святого Станислава 1-й степени (13 мая 1873 года)
- Орден Святой Анны 1-й степени (30 августа 1881 года)
- Орден Святого Владимира 2-й степени (30 августа 1886 года)
- Орден Белого орла (30 августа 1890 года)
- Орден Святого Александра Невского (25 октября 1902 года; бриллиантовые знаки этого ордена пожалованы 6 декабря 1905 года)